# Stephanoscyphus allmani
Stephanoscyphus allmani är en manetart som beskrevs av James Barrie Kirkpatrick 1890. Stephanoscyphus allmani ingår i släktet Stephanoscyphus, ordningen ringmaneter, klassen maneter, fylumet nässeldjur och riket djur. Inga underarter finns listade i Catalogue of Life.